# Буркард IV фон Барби
Буркард IV фон Барби (на немски: Burchard IV. Graf von Barby; * пр. 3 май 1271; † 10 декември 1308) от рода на господарите на Арнщайн е граф на Барби на Елба.

## Произход
Той е най-големият син на граф Буркард II (I) фон Арнщайн-Барби († ок. 24 ноември 1271) и съпругата му София фон Волденбург († 1276), дъщеря на граф Хайнрих I фон Волденберг-Харцбург, наричан фон Хаген († 1251). Внук е на граф Валтер IV фон Арнщайн († сл. 1259) и Луитгард фон Кверфурт-Магдебург († 1263), дъщеря на Гебхард IV фон Кверфурт, бургграф фон Магдебург († 1216) и графиня Луитгард фон Насау († 1222). Брат е на Хайнрих I фон Барби, епископ на Бранденбург († 1338/1351) и първи братовчед на Хайнрих фон Волденберг, епископ на Хилдесхайм († 1318).
Замъкът Барби и графстото Барби са от края на 12 век собственост на графовете фон Арнщайн и те започват да се наричат фон Барби. Дядо му Валтер IV получава Барби и 1226 г. е наречен за пръв път на това господство и основава рода на графовете фон Барби.

## Фамилия
Буркард IV фон Барби се жени за Клеменция фон Дасел-Нинофер († сл. 1321), дъщеря на Лудолф V фон Дасел-Нинофер († 1299/1300) и Ерменгард фон Ритберг († сл. 1303). Те имат вероятно децата:
- Гебхард фон Барби († сл. 5 април 1305)
- Херман фон Барби († сл. 14 февруари 1319)
- Луитгард фон Барби († сл. 1312), омъжена за Рихард фон Алслебен (1272 – 1312)
- Гертруд фон Барби († 3 юли пр. 1307?)
- вероятно незаконна дъщеря фон Барби (* сл. 3 май 1272), омъжена за граф Албрехт V фон Вернигероде († 1319/1323)